# Earthgrid
Earthgrid PBC és una empresa emergent fundada el 2016 a San Francisco (Califòrnia, EUA), que desenvolupa una perforadora de petits túnels basada en un bombardeig de plasma, una tecnologia que permet foradar més ràpid que de forma convencional i amb més eficiència energètica.

## Trajectòria
L'empresa Earthgrid PBC va ser fundada el 2016 per Troy Helming, sota la forma jurídica de societat de benefici i interès comú, amb l'objectiu de crear una tecnologia que facilités soterrar la gran majoria de cables i canonades de transmissió (internet d'alta velocitat, energia renovable, aigua potable...) als Estats Units i Canadà, de manera que no estiguessin exposats a les inclemències del temps i desastres naturals.

Segons va informar la mateixa companyia, el 2016 es va finançar amb 17 milions de dòlars de capital llavor, que es va complementar el 2019 amb una campanya de micromecenatge que va recaptar 3 milions addicionals a NetCapital (amb un total de 1.516 inversors), així com 27 milions en una segona ronda de finançament el 2023.

Espiral de Fibonacci

A finals de 2023 Earthgrid es trobava en fase avançada de desenvolupament del seu "Rapid Burrowing Robot" (RBR), un robot de perforació amb diverses torxes de plasma muntades en discs. Emprant el plasma creat a partir d'electricitat i flux d'aire, les plomes assoleixen fins a 27.000 graus centígrads que trenquen la roca i la vaporitzen a una velocitat fins a 100 vegades superior que les tecnologies mecàniques convencionals. Les torxes de plasma estan muntades en un patró en espiral de Fibonacci, de manera que cobreixen tota l'àrea del forat quan els discs giren.
Aquest nova tecnologia de perforació té menys costos que la tradicional (no cal canviar les broques i els capçals de tall diverses vegades al dia, menor consum d'energia i emissions de CO2, menys mà d'obra, absència de fang, productes químics de perforació...).
Els túnels perforats no tenen perquè ser circulars, també poder ser quadrats, amb un arc a la part superior, que facilita la instal·lació de bastidors de cables i la possibilitat de facilitar calçades sobre terra pla en els casos de túnels més grans per a la circulació de vehicles. A finals de 2023 es trobava en plena competició amb l'empresa rival Petra, que també estava desenvolupant la mateixa tecnologia, i ambdues plantejaven la comercialització durant el 2024.